# 遠藤正明
遠藤 正明（えんどう まさあき、1967年8月28日 - ）は、日本の男性歌手。HIGHWAY STAR所属。
宮城県石巻市出身。身長173cm。愛称は遠ちゃん、ちぃにいなど。キャッチコピーに「Always Full Voice」「アニソン界の若獅子」などがある。後者については、20代から30年近く経過してもなお呼ばれ続けている。

## 来歴
宮城県石巻高校卒業後に上京。当初は横須賀市で「The Hiptones」というバンドを組んでいたが、解散とともに1993年にアコースティック・デュオ「SHORT HOPES」を結成する。オーディションによりバースデーソング音楽出版に所属する。後に「STEEPLE JACK」に改名し、RED WARRIORSの小川清史をベーシストに迎え、トリオで活動する。
1995年に音楽プロデューサーの井上俊次の誘いから、アニソン歌手としてソロデビュー。同時に影山ヒロノブのライブにコーラスで参加し始める。
1996年に「STEEPLE JACK」を解散する。1997年に影山ヒロノブとのユニット「鋼鉄兄弟」で鋼鉄2号に変身するという役回りを演じた。またこの年にバンド「SPIRIT LEVEL」を結成すると共にテレビアニメ『勇者王ガオガイガー』オープニング主題歌「勇者王誕生！」を歌う。この曲がきっかけで、アニメソング界でも有名になる。
2000年に「JAM Project」の立ち上げメンバーとして参加するとともにバンド「BLIND PIG」を結成する。2003年にバンド「Iceberg Lettuce」を結成して、念願のソロファーストアルバム『CHAKURIKU!!』を発売する。この年に発表した「爆竜戦隊アバレンジャー」は、歴代スーパー戦隊シリーズ主題歌の中では売り上げ第1位（当時）になる。
2011年には美郷あき、きただにひろし、遠藤の3名で「SV TRIBE」としての活動を開始する。
2013年1月に「みやぎ 絆 大使」に任命される。2013年3月に「いしのまき観光大使」に任命される。
bamboo(milktub)、やまけん、鷲崎健らと「遠藤会」を結成。元は単なる飲み仲間で、この集まりを遠藤がそう称していたにすぎなかったが、2013年にはライブ「遠藤会presents 漢祭り」を開催。2014年に4名でユニットとしてテレビアニメ『健全ロボ ダイミダラー』のオープニングテーマ「健全ロボ ダイミダラー」でCDデビューした。なお、彼らには歌ゴリラ先輩という愛称で呼ばれることもある。

## 特徴
ボイストレーニングをしたことがない。ボイストレーニングしない理由を「歌は人に教わるものではないと個人的に思ってる。」と語っている。
なお自身のYoutubeチャンネルでボイストレーニングを体験したところ
独学でボイストレーニングのテクニックは身についており講師の先生からもびっくりされた模様。
『スパロボOGネットラジオ うますぎWAVE』のコーナーがきっかけで、カバーアルバム『ENSON』『ENSON2』が発売される。

## 人物
体力・筋力は常人以上で、全盛期の握力は90kg以上であり、これは片手でリンゴを握り潰せる程である。高校時代はラグビー部だったらしく、全盛期の胸囲は120cm以上である。現在は105cm。また、逆立ち腕立て伏せが可能であるなど、屈指の肉体派である。「ポッチ」と「ちゃまめ」という犬を飼っていた。また影山ヒロノブと共に雨男と称されるためか、両者のブログで互いの雨男ぶりを弄りあう記事が多く見られる。
アニメソングやゲームソングを数多く手掛けているが、実際にアニメを見たりゲームをする水木一郎などと違って、それらについての詳しい知識をもっていない。
誕生日が後藤邑子と同日。
東日本大震災の際に、母親が一時期行方不明になったが、後に無事に再会している。しかし実家が津波により半壊するという被害を受けたため、住んでいた母と兄は2014年8月に家を新築するまでの間、仮設住宅で生活したという。これを受けて、遠藤は「アニソンで東北を元気にしたい」とライブ企画や物資支援したりと東北の復興支援をしている。
生放送でライブ映像を流した際、凄まじい咆哮によって生放送の映像と音声が入力過多になり乱れたことがある。
ライブ出演時は基本ノースリーブ。毎年12月に全国各地でCAN(Christmas acoustic night)というコンサートを開くが、その時だけスーツを着用する。

## ディスコグラフィ

### シングル
| 枚   | 発売日         | タイトル                                     | 規格品番   | 最高位 |
| ---- | -------------- | -------------------------------------------- | ---------- | ------ |
| 1st  | 1995年11月5日  | Forever Friends                              | AYDM-101   |        |
| 2nd  | 1996年7月24日  | Killed by BEAK SPIDER                        | TODT-3785  |        |
| 3rd  | 1997年2月21日  | 勇者王誕生！                                 | VIDL-10849 |        |
| 4th  | 1997年8月21日  | A PIECE OF THE SUN                           | CODC-1308  |        |
| 5th  | 1998年5月20日  | Stray Knights' Courage                       | TYDY-2113  |        |
| 6th  | 1998年8月21日  | ダッシュ！ヒカリアン                         | CODC-1598  |        |
| 7th  | 1998年11月21日 | あの河を越えて                               | VIDL-30372 |        |
| 8th  | 1999年3月3日   | Ready, B-FIGHT                               | PSDR-5325  |        |
| 9th  | 1999年6月21日  | 戦士よ、起ち上がれ！                         | AYDM-168   | 78位   |
| 10th | 1999年7月7日   | ゲートキーパーズ1970                         | PCDG-00110 |        |
| 11th | 1999年9月21日  | Can't Stop                                   | AYDM-175   |        |
| 12th | 1999年9月21日  | 勇者王誕生！-神話（マイソロジー）バージョン- | VIDL-30470 | 95位   |
| 13th | 2002年4月20日  | 爆闘宣言！ダイガンダー                       | CODC-2042  |        |
| 14th | 2003年3月1日   | 爆竜戦隊アバレンジャー                       | COCC-15460 | 44位   |
| 15th | 2009年9月25日  | 環境超人エコガインダー                       | LACM-4664  | 126位  |
| 16th | 2010年5月12日  | BELIEVE IN NEXUS                             | MJCD-23083 | 65位   |
| 17th | 2010年12月22日 | 明日への道〜Going my way!!〜                 | MJCD-23093 | 47位   |
| 18th | 2011年1月12日  | 本気戦隊ガチレンジャー                       | LASM-4089  | 69位   |
| 19th | 2011年5月11日  | 魂メラめら一兆℃!                             | KICM-3231  | 84位   |
| 20th | 2011年11月9日  | Fellows                                      | LASM-4864  | 41位   |
| 21st | 2012年1月11日  | 環境超人エコガインダーOX                     | LACM-4892  | 139位  |
| 22nd | 2018年7月25日  | Vital                                        | LACM-14780 | 42位   |
| 23rd | 2020年8月5日   | ご唱和ください 我の名を！                    | LACM-24014 | 21位   |
| 24th | 2021年10月27日 | 恍惚ラビリンス                               | LACM-24177 | 49位   |
| 25th | 2024年4月3日   | 爆上戦隊ブンブンジャー                       | COCC-18197 | 21位   |
| 26th | 2025年2月5日   | キン肉マン英雄（ヒーロー）                   | PCCG-70548 |        |

### アルバム

#### オリジナルアルバム
| 枚  | 発売日         | タイトル          | 規格品番   | 規格品番   | 最高位 |
| 枚  | 発売日         | タイトル          | 初回限定盤 | 通常盤     | 最高位 |
| --- | -------------- | ----------------- | ---------- | ---------- | ------ |
| 1st | 2003年11月27日 | CHAKURIKU!!       | LACA-35220 | LACA-5220  | 223位  |
| 2nd | 2006年11月29日 | M.e.              |            | LACA-5577  | 180位  |
| 3rd | 2009年4月29日  | CIRCUS MAN        | LACA-5901  | 74位       |        |
| 4th | 2011年7月6日   | (e)-STYLE         | LACA-35127 | LACA-15127 | 32位   |
| 5th | 2013年8月7日   | EXTREME V MACHINE | LACA-35327 | LACA-15327 | 40位   |
| 6th | 2017年2月1日   | V6遠神            | LACA-35596 | LACA-15596 | 27位   |
| 7th | 2023年1月25日  | (e)7              |            | LACA-25035 | 位     |

#### ベストアルバム
| 枚  | 発売日        | タイトル                   | 規格品番   | 最高位 |
| --- | ------------- | -------------------------- | ---------- | ------ |
| 1st | 2022年6月22日 | 遠藤正正正T明 ～THE BEST～ | LACA-15957 | 43位   |

#### アコースティックアルバム
| 枚  | 発売日         | タイトル               | 規格品番   | 最高位 |
| --- | -------------- | ---------------------- | ---------- | ------ |
| 1st | 2014年11月5日  | Present of the Voice   | LACA-15460 | 57位   |
| 2nd | 2018年12月12日 | Present of the voice 2 | LACA-15760 | 94位   |

#### カバーアルバム
| 枚  | 発売日         | タイトル                                | 規格品番   | 最高位 |
| --- | -------------- | --------------------------------------- | ---------- | ------ |
| 1st | 2008年6月11日  | ENSON 〜COVER SONGS COLLECTION Vol.1〜  | LACA-5774  | 43位   |
| 2nd | 2008年12月17日 | ENSON2 〜COVER SONGS COLLECTION Vol.2〜 | LACA-5826  | 50位   |
| 3rd | 2015年10月7日  | ENSON3 〜COVER SONGS COLLECTION Vol.3〜 | LACA-15510 | 24位   |

### タイアップ
| 楽曲                                           | タイアップ                                                                                                | 時期   |
| ---------------------------------------------- | --- | ------ |
| Forever Friends                                | テレビアニメ『ストリートファイターII V』挿入歌                                                            | 1995年 |
| ZORRO                                          | テレビアニメ『快傑ゾロ』オープニングテーマ                                                                | 1996年 |
| 誓い                                           | テレビアニメ『快傑ゾロ』エンディングテーマ                                                                | 1996年 |
| 超重甲!                                        | 特撮テレビドラマ『ビーファイターカブト』挿入歌                                                            | 1996年 |
| SAVING THE WORLD〜夢は野望に負けない           | 特撮テレビドラマ『ビーファイターカブト』挿入歌                                                            | 1996年 |
| Get up! Stand up!                              | 特撮テレビドラマ『ビーファイターカブト』挿入歌                                                            | 1996年 |
| Killed by BEAK SPIDER                          | テレビアニメ『爆走兄弟レッツ&ゴー!!』イメージソング                                                       | 1996年 |
| 太陽の赤い涙〜New Generation Heroes〜          | OVA『超人学園ゴウカイザー -THE VOLTAGE FIGHTERS-』初代エンディングテーマ                                  | 1996年 |
| 勇者王誕生！                                   | テレビアニメ『勇者王ガオガイガー』オープニングテーマ                                                      | 1997年 |
| Power of Desire                                | テレビアニメ『勇者王ガオガイガー』挿入歌                                                                  | 1997年 |
| GGGマーチ                                      | テレビアニメ『勇者王ガオガイガー』挿入歌                                                                  | 1997年 |
| A PIECE OF THE SUN                             | OVA『B'T-X NEO』オープニングテーマ                                                                        | 1997年 |
| 永遠のその先 〜You are the best buddies〜      | OVA『B'T-X NEO』エンディングテーマ                                                                        | 1997年 |
| ダッシュ！ヒカリアン                           | テレビアニメ『超特急ヒカリアン』第2期オープニングテーマ                                                   | 1998年 |
| Stray Knights' Courage                         | テレビゲーム『マスモンKIDS』オープニングテーマ                                                            | 1998年 |
| For My Pride                                   | テレビアニメ『SHADOW SKILL -影技-』6,8,10-13,15-17,19-25話エンディングテーマ （SPIRIT LEVEL 名義）        | 1998年 |
| あの河を越えて                                 | テレビアニメ『虹の戦記イリス』日本版エンディングテーマ                                                    | 1998年 |
| LIVE in Baghdad                                | テレビアニメ『カウボーイビバップ』挿入歌                                                                  | 1998年 |
| READY B-FIGHT!                                 | テレビアニメ『爆球連発!!スーパービーダマン』初代オープニングテーマ                                        | 1999年 |
| 戦士よ、起ち上がれ！                           | テレビアニメ『魔装機神サイバスター』オープニングテーマ                                                    | 1999年 |
| can't stop                                     | テレビゲーム『ゲッターロボ大決戦!』オープニングテーマ                                                     | 1999年 |
| ゲートキーパーズ1970                           | テレビゲーム『ゲートキーパーズ』オープニングテーマ                                                        | 1999年 |
| 闇・影・光                                     | テレビゲーム『シーバス 1-2-3 DESTINY! 運命を変える者!』オープニングテーマ                                 | 2000年 |
| 勇者王誕生！-神話（マイソロジー）バージョン-   | OVA『勇者王ガオガイガーFINAL』オープニングテーマ                                                          | 2000年 |
| DESTINY                                        | OVA『éX-D エクスドライバー』挿入歌                                                                        | 2000年 |
| 爆闘宣言！ダイガンダー                         | テレビアニメ『爆闘宣言ダイガンダー』オープニングテーマ                                                    | 2002年 |
| GET A VICTORY!                                 | テレビアニメ『爆闘宣言ダイガンダー』挿入歌                                                                | 2002年 |
| LET ME GO                                      | 劇場アニメ『eX-D エクスドライバー the Movie』挿入歌                                                       | 2002年 |
| ゴウライジャー 〜今、ふりかえるとき〜          | 特撮テレビドラマ『忍風戦隊ハリケンジャー』挿入歌                                                          | 2002年 |
| 爆竜戦隊アバレンジャー                         | 特撮テレビドラマ『爆竜戦隊アバレンジャー』オープニングテーマ                                              | 2003年 |
| 爆竜合体! アバレンオー                         | 特撮テレビドラマ『爆竜戦隊アバレンジャー』挿入歌                                                          | 2003年 |
| デカブレイク全開!!                             | 特撮テレビドラマ『特捜戦隊デカレンジャー』挿入歌                                                          | 2004年 |
| 魔神合体! マジキング                           | 特撮テレビドラマ『魔法戦隊マジレンジャー』挿入歌                                                          | 2005年 |
| Carry on                                       | テレビゲーム『マブラヴ オルタネイティヴ』挿入歌                                                           | 2006年 |
| 轟轟生徒会タンケンジャー                       | ハヤテのごとく! 熱血ドラマCD轟轟生徒会タンケンジャーV.S.恐怖のドンペリ怪人ユキジン」挿入歌                | 2007年 |
| 環境超人エコガインダー                         | 特撮テレビドラマ『環境超人エコガインダー』、特撮テレビドラマ『環境超人エコガインダーⅡ』オープニングテーマ | 2009年 |
| 情熱ガンガン                                   | パチンコ機『CRびっくりぱちんこあしたのジョー』搭載曲                                                      | 2010年 |
| 孤独のDreamer                                  | パチンコ機『CRびっくりぱちんこあしたのジョー』搭載曲                                                      | 2010年 |
| BELIEVE IN NEXUS                               | テレビアニメ『遊☆戯☆王5D's』4代目オープニングテーマ                                                       | 2010年 |
| Clear Mind                                     | テレビアニメ『遊☆戯☆王5D's』挿入歌                                                                        | 2010年 |
| D.O.A                                          | 特撮テレビドラマ『環境超人エコガインダーⅡ』エンディングテーマ                                             | 2010年 |
| 星海を往く希望の歌                             | テレビゲーム『MUV-LUV UNLIMITED THE DAY AFTER』エンディングテーマ                                         | 2010年 |
| 明日への道〜Going my way!!〜                   | テレビアニメ『遊☆戯☆王5D's』5代目オープニングテーマ                                                       | 2010年 |
| YAKUSOKU NO MELODY                             | テレビアニメ『遊☆戯☆王5D's』最終回挿入歌                                                                  | 2010年 |
| GET KC!! ～High Dream～                        | パチンコ機『CR孔雀王』搭載曲                                                                              | 2011年 |
| 本気戦隊ガチレンジャー                         | テレビアニメ『みつどもえ』第7話挿入歌、テレビアニメ『みつどもえ 増量中！』第1話オープニングテーマ         | 2011年 |
| またあした                                     | テレビアニメ『みつどもえ 増量中！』第1話エンディングテーマ                                                | 2011年 |
| 魂メラめら一兆℃!                               | テレビアニメ『Dororonえん魔くん メ〜ラめら』オープニングテーマ                                            | 2011年 |
| Burst Dream                                    | PCゲーム『電激ストライカー』オープニングテーマ                                                            | 2011年 |
| Fellows                                        | OVA『カーニバル・ファンタズム』エンディングテーマ                                                         | 2011年 |
| 環境超人エコガインダーOX                       | 特撮テレビドラマ『環境超人エコガインダーOX』オープニングテーマ                                            | 2012年 |
| TO THE FUTURE ～愛する者の為～                 | 特撮テレビドラマ『環境超人エコガインダーOX』挿入歌                                                        | 2012年 |
| Fight for the Future                           | PCゲーム『超電激ストライカー』オープニングテーマ                                                          | 2012年 |
| SHINY TRUTH                                    | PCゲーム『超電激ストライカー』エンディングテーマ                                                          | 2012年 |
| ウルトラマンタロウ Rock ver                    | パチンコ機『CRぱちんこウルトラマンタロウ 暗黒の逆襲』搭載曲                                               | 2013年 |
| FINALクロスファイト牙狼                        | パチンコ機『CR牙狼 FINAL』搭載曲                                                                          | 2013年 |
| Fate of ZX                                     | テレビゲーム『Z/X 絶界の聖戦』オープニングテーマ                                                          | 2013年 |
| UNBRIDLED                                      | パチンコ機『CR鉄拳』搭載曲                                                                                | 2013年 |
| Go!Go!スシニンジャ                             | ウェブアニメ『スシニンジャ』OP                                                                            | 2014年 |
| Vital                                          | テレビアニメ『殺戮の天使』オープニングテーマ                                                              | 2018年 |
| 勇者王誕生! ‐御伽噺(ジュブナイル)ヴァージョン‐ | ドラマCD『覇界王〜ガオガイガー対ベターマン〜』オープニングテーマ                                          | 2019年 |
| ご唱和ください 我の名を！                      | 特撮テレビドラマ『ウルトラマンZ』オープニングテーマ                                                       | 2020年 |
| Wonderful Carnival                             | OVA『Fate/Grand Carnival』エンディングテーマ                                                              | 2021年 |
| 恍惚ラビリンス                                 | テレビアニメ『サクガン』オープニングテーマ                                                                | 2021年 |
| 流離の刃 〜Sleeping Beast〜                    | ゲーム『スーパーロボット大戦30』挿入歌                                                                    | 2021年 |
| 凶鳥降臨！                                     | ゲーム『スーパーロボット大戦30』挿入歌                                                                    | 2021年 |
| 超全界合体！ゼンカイジュウオー                 | 特撮テレビドラマ『機界戦隊ゼンカイジャー』挿入歌                                                          | 2021年 |
| 爆上戦隊ブンブンジャー                         | 特撮テレビドラマ『爆上戦隊ブンブンジャー』オープニングテーマ                                              | 2024年 |
| RIDE ON!ブンブンジャーロボ                     | 特撮テレビドラマ『爆上戦隊ブンブンジャー』挿入歌                                                          | 2024年 |
| キン肉マン英雄（ヒーロー）                     | テレビアニメ『キン肉マン』Season2 オープニングテーマ                                                      | 2025年 |

### ユニット
- 鋼鉄兄弟
- JAM Project
- SV TRIBE
- 遠藤会
- Buzzed Monkey

### その他の参加作品
- 「マジンガー伝説」（1998年2月18日）
  - 「飛べ!グロイザーX」
- 「スーパーロボット大戦F完結編 GOLD」（1998年6月17日）
  - 「THE WINNER」
- 「ウルトラマン ベスト・ヒット・コレクション」（1998年6月20日）
  - 「ウルトラマンダイナ(COLUMBIA Version)」
- 「ゲッターロボ・真ボーカルアルバム」（1999年6月21日）
  - 「合体!ゲッターロボ」
- the MARCY BAND「悪戯天使～ITAZURA TENSHI～」(2001年4月25日)
  - 「バトル21」
- 「新ゲッターロボ VOCAL COLLECTION」（2006年7月26日）
  - 「SAGA」
- 「Cutie Honey The Live Vocal Album METAMORPHOSES」（2008年3月12日）
  - 「Flash the Night」（作詞・歌唱）
- Tribute to Masami Okui 〜Buddy〜（2008年6月25日）
  - 「INTRODUCTION」
- ガンダムトリビュート from Lantis（2009年12月9日）
  - 「Resolution」
- CRびっくりぱちんこあしたのジョー（2010年2月）
  - 「情熱ガンガン」
  - 「孤独のDreame」
- スーパーロボット大戦30 オリジナルサウンドトラック（2022年5月25日）
  - 「流離の刃 〜Sleeping Beast〜」
  - 「凶鳥降臨！」

### コーラス参加作品
- 影山ヒロノブ & 前田達也『SHININ' ON LOVE』（1998年3月21日）
  - 「SHININ' ON LOVE」に岩永雅子、河野陽吾と共にコーラス参加、「君の愛と僕の勇気～もう悲しみなんかない」に岩永雅子と共にコーラス参加

- 影山ヒロノブ『HEATS』（1999年1月21日）
  - コーラス参加

- 松本梨香 『ライバル!』（1999年3月25日）
  - 河野陽吾と共にコーラス参加
- 影山ヒロノブ『千年のソルジャー』（2000年1月21日）
  - 「千年のソルジャー」に河野陽吾と共にコーラス参加
- LAZY『Angelique〜永遠の約束〜』(2001年1月24日)
  - コーラス参加
- 影山ヒロノブ『Cold Rain』（2005年12月7日）
  - 「Riding on Time machine～サイケデリック☆55」にコーラス参加
- 影山ヒロノブ『Progression』（2009年11月25日）
  - 「Progression」に村石有香、cAnONと共にコーラス参加
- 和田光司『re-fly』（2015年3月25日）
  - 「re-fly」に影山ヒロノブ、きただにひろしと共にコーラス参加
- LAZY『Slow and Steady』(2017年12月6日)
  - 「Wandering Soul」にコーラス参加
- 影山ヒロノブ『誰がカバーやねんアニソンショー』（2018年2月14日）
  - 「薔薇は美しく散る」にコーラス参加

## 出演

### テレビ
- アニぱら音楽館
- Run Run LAN!
- CRびっくりぱちんこあしたのジョー（CM出演）
- みんなの広場だ！わんパーク（NHK教育、2002年8月25日）ゲスト出演
- アニソ〜ンぷらす（テレビ東京、2010年9月21日）出演
- Anison Days (BS211、2018年8月6日)出演

### ラジオ
- アキバチック天国（卒業）
- スパロボOGネットラジオ うますぎWAVE

### 玩具
- 爆上戦隊ブンブンジャー DXズンズンショウカブラスター（2024年7月20日） - 玩具ボイス[6]